# IC 2341
IC 2341 — галактика типу E-S0 (еліптична спіральна галактика) у сузір'ї Рак.
Цей об'єкт міститься в оригінальній редакції індексного каталогу.